# Pepa Palau i Martí
Pepa Palau i Martí (1938 - 30 de desembre de 2022) va ser una actriu, directora, guionista, locutora de ràdio, teatre i televisió catalana. Va començar col·laborant en programes dramàtics i musicals a Ràdio Barcelona. Al final dels anys 1970, amb Teodor Garriga, va impulsar la recuperació de l’emissora incautada pel franquisme Ràdio Associació de Catalunya, i va ser la primera veu que pronunciar per antena el nom d'aquesta emissora després de la dictadura. Més endavant, el 20 de juny de 1983, va participar en la primera emissió d'una altra nova emissora, Catalunya Ràdio. Des de l’inici de RAC105, el 1984, i fins que es va jubilar, va formar part de la plantilla d’aquesta emissora, on presentava el programa Sense límits. També impulsà espais dramàtics, de literatura infantil, culturals diversos, especials de música.
Pel que fa a televisió, va presentar els programes infantils La casa del reloj (1971) i El juego de la foca (1972-1973) i, juntament amb Kiko Ledgard, va presentar algunes de les gales del V Festival de la Cançó Infantil de TVE (1973). Quant a la incursió teatral, el 1975 va fundar una companya de teatre que va posar en escena obres bàsicament infantils. El 1980 va intervenir en el film Los últimos golpes de El Torete, de José Antonio de la Loma.